# Walter Pfeiffer (Fußballspieler)
Walter Pfeiffer (* 12. Juni 1927 in Auggen; † 10. Mai 2014 in Offenburg) war ein deutscher Fußballspieler. 

## Karriere als Fußballspieler
Seine ersten Schritte als Fußballer absolvierte Pfeiffer beim Offenburger FV, was dazu führte, dass er der Zonenauswahl Offenburg angehörte. Später spielte Erstligafußball in der Oberliga Süd. Dort absolvierte er ein Spiel für die Stuttgarter Kickers. Bei der 0:3-Niederlage der Kickers gegen Waldhof Mannheim am 27. Januar 1952 stand Pfeiffer in der Startelf.
Im Mai 1952 durfte er schließlich mit den Kickers, als einer der ersten überhaupt, nach dem Ersten Weltkrieg in die Vereinigten Staaten fliegen. Danach folgten weitere Jahre im Trikot des Offenburger FV. Des Weiteren war Pfeiffer südbadischer Auswahlspieler.

## Berufliches
Nachdem Walter Pfeiffer eine Ausbildung zum Maschinenschlosser absolviert hatte, musste er mit erst 17-Jährige in den Kriegsdienst und wurde in England interniert. Als er wieder in Deutschland war, absolvierte er ein Ingenieurstudium und baute gleichzeitig den Meister im Metallfach. Nach dem Tod von seinem Schwiegervater übernahm er dessen Betrieb im Betonsteinhandwerk bis 1996.
Pfeiffer war Träger der Landesehrennadel und der Ehrennadel des Landes Baden-Württemberg. Am 22. Februar 1988 erhielt er das  Bundesverdienstkreuz am Bande. Des Weiteren wurde er für verantwortliche Positionen in der Handwerkskammer Freiburg, der Innungskrankenkasse und der Kreishandwerkerschaft ausgezeichnet. 
Außerdem war Pfeiffer Stadtrat in Offenburg und Mitglied des Aufsichtsrats der Volksbank.

## Privates
Walter Pfeiffer war mit Inge Pfeiffer, Tochter des Offenburger Bauunternehmers Eugen Bayer, 54 Jahre lang verheiratet.